# 八重洲二丁目中地区
八重洲二丁目中地区（やえすにちょうめなかちく）は東京都中央区にある再開発地区。デベロッパーは鹿島建設、住友不動産、都市再生機構、阪急阪神不動産、ヒューリック、三井不動産。

## 概要
この再開発地区は、東京駅前八重洲エリアにあって、東京都内で最大級のおよそ2.0haの敷地に延床面積がおよそ39万m2という規模の超高層大規模複合ビルを建設するもので、アフターコロナを見据え、新しいワークプレイスを提供するオフィスに加え、世界に向け、日本の文化・情報を伝える商業施設、それに、この再開発のエンターテインメント機能として、八重洲エリアに新しい賑わいを生み出す劇場を整備する。また、近隣の東京ミッドタウン八重洲と東京駅前八重洲一丁目東B地区第一種市街地再開発事業と一体で運用をしているバスターミナル東京八重洲も整備する。
2021年10月19日に東京都から市街地再開発組合の設立を認可され、2021年10月25日に正式に再開発組合を設立した。
この再開発ビルの中に、阪急電鉄の子会社である梅田芸術劇場が運営する劇場が入居することになった。阪急電鉄では「JR東京駅前という最高の立地を生かし、国内外から幅広くお客さまを招き、世界と日本を結ぶ新たなエンターテインメント拠点を目指す」としている。
工事の着工は2024年度、建物完工は2028年度をそれぞれ予定している。